# Foggaret Ezzaouia
Foggaret Ezzaouia là một đô thị thuộc tỉnh Tamanghasset, Algérie. Dân số thời điểm năm 2002 là 4.763 người.

## Khí hậu
Foggaret Ezzaouia có khí hậu sa mạc nóng (phân loại khí hậu Köppen BWh) với mùa hè rất nóng và mùa đông ôn hòa.
| Dữ liệu khí hậu của Foggaret Ezzoua     | Dữ liệu khí hậu của Foggaret Ezzoua | Dữ liệu khí hậu của Foggaret Ezzoua | Dữ liệu khí hậu của Foggaret Ezzoua | Dữ liệu khí hậu của Foggaret Ezzoua | Dữ liệu khí hậu của Foggaret Ezzoua | Dữ liệu khí hậu của Foggaret Ezzoua | Dữ liệu khí hậu của Foggaret Ezzoua | Dữ liệu khí hậu của Foggaret Ezzoua | Dữ liệu khí hậu của Foggaret Ezzoua | Dữ liệu khí hậu của Foggaret Ezzoua | Dữ liệu khí hậu của Foggaret Ezzoua | Dữ liệu khí hậu của Foggaret Ezzoua | Dữ liệu khí hậu của Foggaret Ezzoua |
| Tháng                                   | 1                                   | 2                                   | 3                                   | 4                                   | 5                                   | 6                                   | 7                                   | 8                                   | 9                                   | 10                                  | 11                                  | 12                                  | Năm                                 |
| --------------------------------------- | ----------------------------------- | ----------------------------------- | ----------------------------------- | ----------------------------------- | ----------------------------------- | ----------------------------------- | ----------------------------------- | ----------------------------------- | ----------------------------------- | ----------------------------------- | ----------------------------------- | ----------------------------------- | ----------------------------------- |
| Trung bình ngày tối đa °C (°F)          | 20.4 (68.7)                         | 23.6 (74.5)                         | 27.9 (82.2)                         | 32.9 (91.2)                         | 36.7 (98.1)                         | 42.8 (109.0)                        | 44.6 (112.3)                        | 43.5 (110.3)                        | 40.2 (104.4)                        | 34.1 (93.4)                         | 26.5 (79.7)                         | 21.5 (70.7)                         | 32.9 (91.2)                         |
| Trung bình ngày °C (°F)                 | 13.1 (55.6)                         | 15.8 (60.4)                         | 19.6 (67.3)                         | 24.7 (76.5)                         | 28.6 (83.5)                         | 34.6 (94.3)                         | 36.2 (97.2)                         | 35.5 (95.9)                         | 32.5 (90.5)                         | 26.3 (79.3)                         | 18.9 (66.0)                         | 14.2 (57.6)                         | 25.0 (77.0)                         |
| Tối thiểu trung bình ngày °C (°F)       | 5.8 (42.4)                          | 8.0 (46.4)                          | 11.4 (52.5)                         | 16.5 (61.7)                         | 20.5 (68.9)                         | 26.4 (79.5)                         | 27.9 (82.2)                         | 27.5 (81.5)                         | 24.8 (76.6)                         | 18.6 (65.5)                         | 11.4 (52.5)                         | 6.9 (44.4)                          | 17.1 (62.8)                         |
| Lượng Giáng thủy trung bình mm (inches) | 3 (0.1)                             | 2 (0.1)                             | 2 (0.1)                             | 1 (0.0)                             | 1 (0.0)                             | 0 (0)                               | 0 (0)                               | 1 (0.0)                             | 1 (0.0)                             | 1 (0.0)                             | 3 (0.1)                             | 4 (0.2)                             | 19 (0.6)                            |
| Nguồn: climate-data.org                 |                                     |                                     |                                     |                                     |                                     |                                     |                                     |                                     |                                     |                                     |                                     |                                     |                                     |